# Henry Gabriel Didier
Pour les articles homonymes, voir Didier.
Henry Gabriel Didier (12 avril 1807 à Fresnes-en-Woëvre - 23 décembre 1891 à Paris) est un magistrat et homme politique français.

## Biographie
Après avoir terminé ses études à Paris, il débuta comme professeur dans une institution de Fontenay-aux-Roses (1825-1831). Il fit alors son droit, collabora en même temps au journal Le Bons Sens (1832-1834), et se fit inscrire en 1834 au barreau de Sedan. Il se fixa comme avocat à Paris en 1839, fut nommé en 1844 juge adjoint au tribunal d'Alger, puis successivement procureur du roi à Philippeville (15 décembre 1844), procureur du roi à Blidah en 1846, et substitut du procureur général à Alger en 1847. Il était à cette époque un des plus actifs collaborateurs de la France pittoresque de Philippe Lebas.
Le 23 avril 1848, il fut élu représentant de l'Algérie à l'Assemblée constituante ; il donna immédiatement sa démission de substitut à Alger, siégea à gauche et fit partie du comité de l'Algérie et des colonies. Depuis l'élection du 10 décembre, il avait fait à la politique du prince-président une opposition constante, dont il ne se départit pas à l'Assemblée législative, où il fut élu, le 13 mai 1849, comme représentant de l'Algérie, et fit partie de la commission de permanence (juillet 1851).
Le coup d'État de 1851 l'éloigna de la vie politique ; il reprit sa place au barreau de Paris, et plaida notamment dans l'affaire Doisneau pour la partie civile, et dans les poursuites contre le Comité électoral dit des Treize (1864), pour l'un des prévenus. Candidat de l'opposition au Corps législatif, à Paris, aux élections générales de 1869, il ne réunit qu'un faible nombre de voix.
Le lendemain de la révolution du 4 septembre 1870, il fut nommé en même temps préfet de la Meurthe, préfet à Alger, et procureur de la République de Paris ; il accepta le poste de préfet à Alger, qu'il quitta le 15 novembre 1871 pour revenir à Paris, après avoir refusé les fonctions de gouverneur civil de l'Algérie. Il se présenta sans succès, le 30 janvier 1876, comme candidat sénatorial, dans la Meuse.
Nommé conseiller à la Cour de cassation, le 13 février 1879, il fut élu par le Sénat, le 21 mai 1881, sénateur inamovible.
Il est le beau-frère de Charles Gilbert-Boucher.